# Victoria (Hamsun)

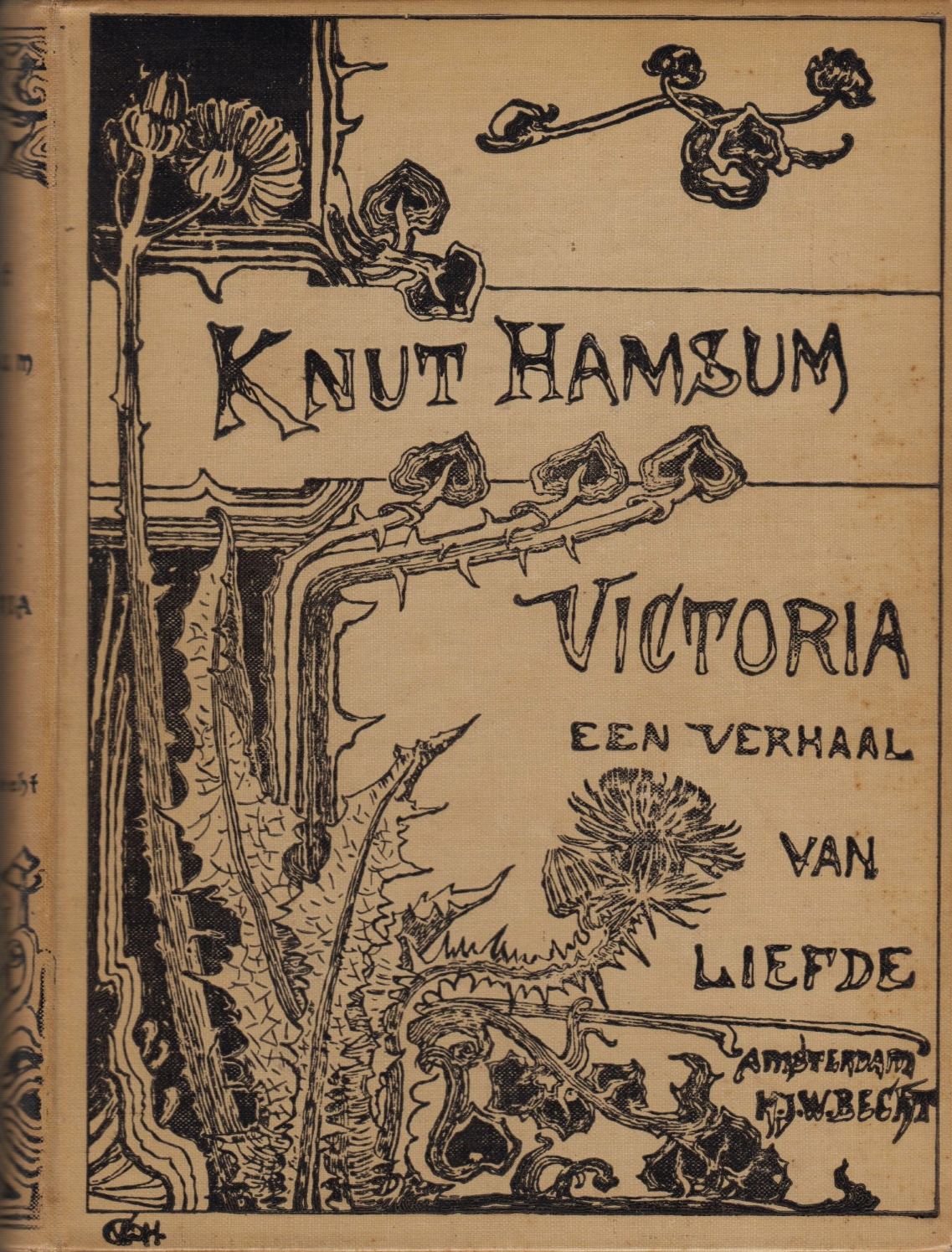
Buchcover von Victoria

Victoria. Geschichte einer Liebe ist eine Erzählung von Knut Hamsun aus dem Jahre 1898. Sie handelt von der Beziehung zwischen dem Müllerssohn Johannes und Victoria, der Tochter eines Grundbesitzers. Die großen Standesunterschiede sind unter anderem der Grund dafür, dass die Beziehung ein tragisches Ende nimmt.

## Handlung
Obwohl die Erzählung den Titel „Victoria“ trägt, wird sie von einem allwissenden Erzähler, doch aus der Sicht des Müllerssohns dargeboten. Dies zeigt sich schon in den ersten beiden Absätzen der Erzählung:

„Der Sohn des Müllers ging umher und grübelte. Er war ein kräftiger vierzehnjähriger Bursche, braungebrannt von Sonne und Wind und voll der verschiedensten Gedanken. Wenn er erwachsen war, wollte er Zündholzmacher werden. Das war so wunderbar gefährlich, keiner würde dann wagen, ihm die Hand zu geben, weil er Schwefel an den Fingern haben könnte. Und um dieses unheimlichen Handwerks willen würde er ein großes Ansehen unter seinen Kameraden genießen.“

Hier wird bereits deutlich, dass sich Johannes schmerzlich seiner sozialen Stellung bewusst ist und von einer Position im Leben träumt, die ihm Prestige und Macht verleihen würde, etwas, wovon er unerreichbar weit entfernt zu sein scheint.
Er trifft mit Victoria, die vier Jahre jünger ist, dann zusammen, wenn sie sich außerhalb des „Schlosses“ – wie der Herrenhof landläufig genannt wird – begibt. Dann sind sie von den Zwängen, die ihnen ihre Herkunft vorgibt, befreit. Auch jetzt trifft er sie. Hier ist er aber nur als Diener dazu abgestellt, sie, ihren Bruder und dessen Kameraden Otto auf die nahegelegene Insel zu rudern. Victoria, die wohl gern mit Johannes sprechen würde, kommt kaum dazu, weil die beiden Knaben es verhindern und sie von ihm fernhalten, dem sie nur allzu deutlich zeigen, dass er lediglich ihr Handlanger und keineswegs ihr Gefährte ist. Johannes kämpft dagegen an. Er möchte mit ihnen zusammen die Insel, die er so gut kennt, durchstreifen und ihnen all die schöne Plätze und Besonderheiten zeigen, die er erkundet hat. Doch einsam und traurig muss er zurückbleiben.
Jedoch treffen sich Victoria und er hernach und gestehen sich mehr oder weniger offen ihre Liebe.
Johannes wird nun aber von seinem Vater in die nicht näher bezeichnete Stadt geschickt und lernt dort fleißig und erfolgreich. Mit etwa zwanzig Jahren kehrt er heim. Victoria erkennt ihn zunächst nicht. Er liebt sie nach wie vor und ist betrübt, dass sie ihn siezt.
Bald darauf soll er Victorias Bruder wieder zur Insel hinüberrudern. Doch erscheint dieser nicht. Stattdessen wird Johannes Zeuge eines Unfalls: Ein Mädchen stürzt von Bord eines Schiffes. Geistesgegenwärtig springt er ihr nach und rettet sie. Die Menschen auf dem Schiff lassen ihn hochleben, und die Eltern des Mädchens erkundigen sich nach seinem Namen, um ihm später ihren ausdrücklichen Dank abstatten zu können.
Victoria will bald darauf wieder mit ihm zusammen sein, doch ihr ist bewusst, dass das nicht sein darf, und so spielt sie die Abweisende und verrät doch zugleich wieder ihre Gefühle für ihn.
Johannes reist wieder in die Stadt, wo er studiert und sich schließlich als Dichter versucht, dessen Werke sogar gedruckt werden und Erfolg haben.
Auch nun begegnet er Victoria wieder, die ihn offenbar aufgesucht hat, auch wenn sie das nicht zugeben will. Doch da er sie durchschaut, wird er mutiger und gesteht ihr offen seine Liebe. Sie zeigt ihm, dass sie eines seiner Gedichte stets an der Brust trägt. Sie trägt aber auch einen Verlobungsring am Finger. Sie werden nicht zusammenkommen können. Er begleitet sie ein Stück, und da gesteht auch sie ihm ihre Liebe:

„Ich liebe Sie, sagte sie. Verstehen Sie das? Sie sind es, den ich liebe. Plötzlich zog sie ihn hastig die Treppe wieder hinunter, drei, vier Stufen, schlang ihre Arme um ihn und küsste ihn. Sie bebte ihm entgegen.“

Als er versucht, sie wiederzusehen, macht sie deutlich, dass es zu viel gibt, was sie trennt. Gleichzeitig fordert sie ihn aber auf, sie doch auf dem Land zu besuchen. Dann wieder sendet sie ihm einen Brief, in dem sie ihn bittet, sie zu vergessen.
Johannes bleibt unglücklich in der Stadt zurück. Trotzdem ist es ihm gelungen, ein neues Buch zu vollenden. Durch seinen Erfolg als Schriftsteller und durch seine Verbindung zu den Seiers, den Eltern Camillas, des Mädchens, das er vor Jahren gerettet hat, hat er in gewisser Weise einen sozialen Aufstieg erlebt. Um auf andere Gedanken zu kommen, reist Johannes ins Ausland.
Monate vergehen. Eines Abends klopft es bei den Müllersleuten an die Tür. Es ist Victoria, die sich, indem sie einen Vorwand für ihren Besuch anbringt, nach Johannes erkundigen will. Bald darauf kündigt Johannes seinen Eltern sein Kommen an. Da ihn seine Frau dazu überredet, geht der Müller zum Herrenhof und überbringt Victoria diese Nachricht. Diese hat sich allerdings nun wieder gefangen und tut so, als ob sie kaum an ihr interessiert wäre.
Als Johannes heimkehrt, treffen sie einander mehr oder weniger zufällig beim Spazierengehen. Sie haben sich zwei Jahre lang nicht gesehen und gehen recht förmlich miteinander um. Schließlich lädt Victoria Johannes ein, doch zum Abendessen auf den Herrenhof zu kommen, wo eine Gesellschaft stattfindet. Sie verspricht ihm eine angenehme Überraschung. Doch er zögert, bis sie der Einladung schriftlich Nachdruck verleiht.
Johannes gibt sich leidlich Mühe, auf der Gesellschaft den angenehm unterhaltenen Gast zu mimen. Victoria gesteht ihm, dass sie gar keine Überraschung für ihn hat und ihn nur dadurch zum Kommen überreden wollte. Allerdings kommt es dann zu einem Wortwechsel zwischen ihnen. Als ihr Verlobter, der alte Schulkamerad ihres Bruders Dietlef, Otto, eintritt, verletzt Johannes Victoria durch die Bemerkung, dass Otto nicht nur in seiner Offiziersuniform schneidig aussehe, sondern auch in finanzieller Hinsicht wohl eine gute Partie sei.
Das kränkt sie so sehr, dass sie mit einem offenen Affront antwortet. Vor aller Augen ändert sie die Tischordnung. Nun darf er nicht mehr neben ihr und Camilla, die ebenfalls anwesend ist, sitzen, sondern wird ans untere Ende der Tafel zum ehemaligen Hauslehrer verbannt. Er muss das Gerede des alten Herrn über sich ergehen lassen. Doch macht er gute Miene zum bösen Spiel. Schließlich hebt sich die Stimmung wieder, als ein junger Gast eine Lobrede auf ihn, den jungen Dichter, hält. Allerdings ist Victoria so verwirrt, dass sie Aufsehen erregt, als sie seine Erwiderungsrede stört. Johannes gelingt es trotzdem, diese irgendwie sinnvoll zu Ende zu führen.
Nach dem Abendessen unterhält man sich. Dabei wird verlautet, dass der Schlossherr hohe Schulden hat und dass das Schloss sehr hoch versichert ist.
Johannes ist aufs höchste erregt und verwirrt. Er will nach Hause gehen, da hört er, wie sich Victoria und ihr Verlobter unterhalten. Sie muss sich für ihr Verhalten bei Tisch rechtfertigen und beteuert, dass es nichts zu bedeuten gehabt habe.
Der Verlobte Victorias ist noch immer verärgert und verabredet sich mit einem Nachbarn zur Schnepfenjagd. Dann schlägt er Johannes, in dem der seinen Nebenbuhler ausgemacht hat, ins Gesicht. Dieser bleibt jedoch gelassen.
Nach dem Abend bittet Johannes Camilla um ihre Hand, obwohl er ihr in dem Gespräch gleichzeitig zu verstehen gibt, dass er sie nicht liebt. Sie ist aber zu naiv, um dies zu bemerken. Kaum hat er Camilla erfolgreich den Antrag gemacht, tritt Victoria herzu und berichtet, dass ihr Verlobter bei einem Jagdunfall ums Leben gekommen ist. Stunden später kommt sie zu Johannes nach Hause und entschuldigt sich für ihr Benehmen. Sie erzählt ihm, dass sie von ihrem Vater zu der Verbindung mit Otto gedrängt worden sei, um mit dem Geld aus dieser Ehe den Ruin der Familie zu verhindern. Sie versichert ihn erneut ihrer Liebe. Doch er gesteht ihr, dass er nun verlobt sei.
Nach dem gescheiterten Versuch, seine Tochter gut zu verheiraten, zündet Victorias Vater das Schloss an und verbrennt darin. Camilla gesteht Johannes, einen anderen zu lieben. Er gibt sie daraufhin frei.
Er trifft Camilla, ihre Mutter und ihren Verlobten auf der Straße, und man tauscht Höflichkeiten aus. Danach sieht er den alten Hauslehrer Victorias vor seiner Wohnung auf- und abgehen. Dieser erzählt ihm zunächst, dass er, der eingefleischte Junggeselle, sich nun doch verheiratet habe und glücklich sei. Dann wechselt er das Thema und kommt auf seine ehemalige Schülerin zu sprechen, der es schlecht gehe, nein, die eigentlich im Sterben liege, seit sie sich bei einer Abendgesellschaft bei den Seiers beim Tanzen übernommen habe. Dabei führt er ihr Verhalten auf seine Theorie zurück, dass man im Leben nie den erlange, den man am meisten liebe. Sie habe ja ihren Verlobten verloren und könne dies nicht verwinden. Am Ende des Gesprächs rückt er mit der Wahrheit heraus: Victoria ist bereits gestorben, und er soll Johannes von ihr einen letzten Brief überbringen.
Johannes liest ihren Brief, in dem sie ihn noch einmal ihrer Liebe versichert und gesteht, wie sie sich ihm gegenüber habe verstellen müssen, um ihre wahren Gefühle nicht preiszugeben. Die Erzählung endet mit diesem letzten Gruß an ihren Geliebten.

## Kritik zu Victoria
Stephan Michael Schröder, Professor für Skandinavistik in Köln, bewertet die Erzählung 1996 positiv, wobei er einräumt, es sei ein „trivialer, verdächtig melodramatischer Stoff, wie er in Tausenden von Büchern“ stehe. Hamsun habe sich in Victoria den „Fallstricken des Kitsches“ ausgesetzt, dies aber „ohne ein einziges Straucheln“.
Weiterhin führt er aus, dass es nicht so sehr der Standesunterschied sei, der Victoria „als Tragödie enden“ lasse, sondern die „Unfähigkeit zur Kommunikation“. Diese sei wiederum auf „zerbrechende soziale Orientierungsmuster“ zurückzuführen, die Kennzeichen der Moderne seien, in der „eine feste, einfache Identität“ eine Illusion sei. Eine solche sei aber unabdingbar, um „die Liebe eines anderen zu erkämpfen“.
Im Magazin Der Spiegel findet sich 1952 hingegen folgende abwertende Aussage: „Wie angenehm Hamsuns Bücher damals [zum Zeitpunkt ihrer Veröffentlichung] verwundeten! Wie sehr sie den Leser ins Herz trafen: 'Pan' [...] oder 'Victoria', diese romanzenhafte, leicht backfischblonde 'Geschichte einer Liebe'...“

## Ausgaben
Die norwegische Originalausgabe erschien 1898 beim Verlag Cammermeyer in Kristiania, dem heutigen Oslo. Die erste deutsche Übersetzung wurde kurz darauf, 1899, im Verlag Langen (Paris, Leipzig, München) veröffentlicht und stammte von Mathilde Mann. Die Übersetzung von Julius Sandmeier von 1923 wurde in den folgenden Jahrzehnten vielfach neu aufgelegt und ist, überarbeitet von Sophie Angermann, auch in aktuellen Ausgaben lieferbar. 1995 erschien im Rahmen einer Hamsun-Werkausgabe im List-Verlag eine Übersetzung von Alken Bruns. Die Erzählung wurde in zahlreiche weitere Sprachen übersetzt.

## Verfilmungen
Die Erzählung diente mehrfach als Vorlage verschiedener Filmproduktionen. Eine erste Verfilmung entstand 1917 als russischer Stummfilm. Weitere folgten, u. a. drehte Carl Hoffmann seine Fassung 1935. Bo Widerberg inszenierte 1979 Victoria.